# Sara Möller
Sara Lisa Linnea Möller, född 28 maj 1979 i Järfälla församling, är en svensk musiker, låtskrivare och skådespelare.
Möller är dotter till regissören Henry Meyer och författaren Cannie Möller. Hon filmdebuterade i faderns kortfilm Rövaren (1986). 1992 spelade hon huvudrollen som Jossi i Stortjuvens pojke, en film som regisserades av fadern och som baserades på moderns roman med samma namn. Mellan 1994 och 1996 gjorde hon rollen som Lisen Wästberg i TV-serien Tre Kronor, där hon totalt medverkade i 41 avsnitt.
2014 släpptes hennes debutalbum Världen kom tillbaka, där hon sjunger och spelar piano och fläktorgel tillsammans med en liten grupp musiker på gitarr, banjo, lapsteelgitarr, kontrabas och flöjt.  

## Filmografi
Roller
- 1986 – Rövaren
- 1987 – Lyssna till havet
- 1988 – Billy och den rubinröda jackan
- 1990 – En skruv lös
- 1992 – Stortjuvens pojke
- 1994 – Tre Kronor (TV-serie)

## Diskografi
- 2014 – Världen kom tillbaka (Konfonium Audio/Border)
- 2017 –  Forgettable (Comedia/The Orchard)

## Priser och utmärkelser
- 1993 – Rimouski (hedersomnämnande i kategorin "bästa kvinnliga huvudroll" för Stortjuvens pojke)